# 永山久夫
永山久夫（ながやまひさお 1932年 - ）は、料理研究家・日本の食文化史研究家。

## 来歴
1932年福島県楢葉町出身。福島師範学校中退。1959年福島県に米食文化研究所・1962年東京都練馬区に食文化研究所・1998年に総合長寿食研究所を設立し所長に就任。西武文理大学客員教授（食生活論）。
古代から明治時代までの食事を復元し各時代の食の特徴を研究。長寿食や健脳食の研究者でもあり、長寿者の食生活を長年にわたり調査、日常の食事と寿命について多角的な面から研究、講演活動を行っており、独自に研究した長寿の秘訣についてテレビ番組などで提唱している。また、NHKで放送された教養番組『歴史への招待』では、食に関するテーマを扱った回にはコメンテーターとして出演し、自ら調理・再現したメニューを持参して司会の鈴木健二と対談した。講演・テレビに出演時はイラスト等を活用して解説するのが特徴である。かつては漫画家を目指していた。

## 著書
- 永山豆腐店-豆腐をどーぞ（一二三書房）
- 頭イキイキ血液サラサラの食事術 （講談社+α新書）
- 和食の起源 日本人は何を食べてきたのか（青春出版社）
- 万葉びとの長寿食（講談社）
- 健康食なっとう （農山漁村文化協会）
- 健康食みそ （農山漁村文化協会）
- 和食のすすめ （春秋社）
- ひとり鍋のすすめ（春秋社）
- 日本古代食事典（東洋書林）
- 100歳食入門（家の光協会）
- 100歳食 レシピ編（家の光協会）
- みそ和食（家の光協会）

- 食べて、100歳　サプリメントより滋養食（きずな出版）

## テレビ・ラジオ番組
- ラジオ福島 永山久夫の100歳食入門
- FM長野 おいしい話をしよう
- NHKテレビ
  - 独眼竜政宗（1987年）（19話のアバンタイトルで兵糧丸の作り方を紹介）
  - 永山久夫のにっぽん食文化の旅
  - チコちゃんに叱られる! ※食文化史研究家として解説VTRに多数出演。
  - 有吉のお金発見 突撃!カネオくん ※食文化史研究家として解説VTRに多数出演。

## 新聞連載
- 日本経済新聞 長寿の食卓
- 東京新聞 いただきます!
- 毎日新聞 永山久夫の長寿食

## 受賞歴
- 福島県楢葉町名誉町民 （町制施行65周年記念式典）[5]
- 福島県県外在住功労者知事表彰 2021年 [6]